# Andrzej Kiciński (teolog)
Andrzej Kiciński (ur. 3 września 1965 w Łukowie) – polski duchowny, dr hab. nauk teologicznych, profesor nadzwyczajny i dyrektor Instytutu Teologii Pastoralnej i Katechetyki Wydziału Teologii Katolickiego Uniwersytetu Lubelskiego Jana Pawła II.

## Życiorys
Odbył studia teologiczne w Wyższym Seminarium Duchownym Diecezji Siedleckiej im. Jana Pawła II w Nowym Opolu. 30 kwietnia 1992 roku na KUL uzyskał stopień magistra teologii. 13 czerwca 1992 roku otrzymał święcenia kapłańskie. W latach 1992–1998 studiował na Papieskim Uniwersytecie Salezjańskim w Rzymie, gdzie w 1995 roku otrzymał tytuł licencjata teologii. W latach 1995–2000 pracował w Krajowym Biurze Światowych Dni Młodzieży przy Konferencji Episkopatu Polski. W latach 1996–2000 współpracował z Papieską Radą ds. Laikatu.
15 marca 1999 obronił pracę doktorską Język i doświadczenie w edukacji religijnej zgodnie Hubertus Halbfas, otrzymując doktorat. W latach 1998–2001 prowadził zajęcia naukowo-dydaktyczne w Akademii Wychowania Fizycznego w Białej Podlaskiej. W 1998 roku rozpoczął pracę naukowo-dydaktyczną w Instytucie Teologicznym w Siedlcach, a w 1999 roku w Wyższym Seminarium Duchownym w Siedlcach, a w 2001 roku w Katolickim Uniwersytecie Lubelskim. W latach 1999–2001 był diecezjalnym wizytatorem nauczania religii. W 2002 roku został rzeczoznawcą ds. oceny programów nauczania religii i podręczników katechetycznych przy Komisji Wychowania Katolickiego Konferencji Episkopatu Polski. W 2003 roku został adiunktem w katedrze Katechetyki Integralnej Instytutu Teologii Pastoralnej KUL. 13 maja 2008 roku habilitował się na podstawie oceny dorobku naukowego i pracy zatytułowanej Katecheza osób z niepełnosprawnością intelektualną w Polsce po Soborze Watykańskim II.
1 października 2008 roku został kierownikiem katedry. 1 października 2010 roku otrzymał nominację na profesora nadzwyczajnego. Od 1 września 2012 do 31 sierpnia 2016 roku był dyrektorem Instytutu Teologii Pastoralnej i Katechetyki na Wydziale Teologii Katolickiego Uniwersytetu Lubelskiego Jana Pawła II. Od 1 września 2016 do 31 sierpnia 2020 roku pełnił funkcję prorektora KUL.

## Publikacje
- 2007: Katecheza osób z niepełnosprawnością intelektualną w Polsce po Soborze Watykańskim II[2]
- 2012: The John Paul II Catholic University of Lublin (KUL)[2]
- 2012: Le giornate Mondiali della Gioventù – i giovani e il beato Giovanni Paolo II[2]